# Bunaea durbania
Bunaea durbania är en fjärilsart som beskrevs av Charles Oberthür 1910. Bunaea durbania ingår i släktet Bunaea och familjen påfågelsspinnare. Inga underarter finns listade i Catalogue of Life.